# Nyamwezi
Nyamwezi ist die Sammelbezeichnung für eine Anzahl von bantusprachigen Gruppen in Zentraltansania, die eine ähnliche Sprache und eine ähnliche kulturelle Prägung miteinander teilen, jedoch nie als gemeinsame soziale Gruppe existierten. Der Begriff entstand durch den Kontakt der Bewohner des westlichen zentralen Tansania mit swahilischen Händlern und Reisenden im 19. Jahrhundert. Diese bezeichneten die Menschen im Inland als Nyamwezi, was „Leute vom Mond“ bedeutet.

## Geschichte bis 1800

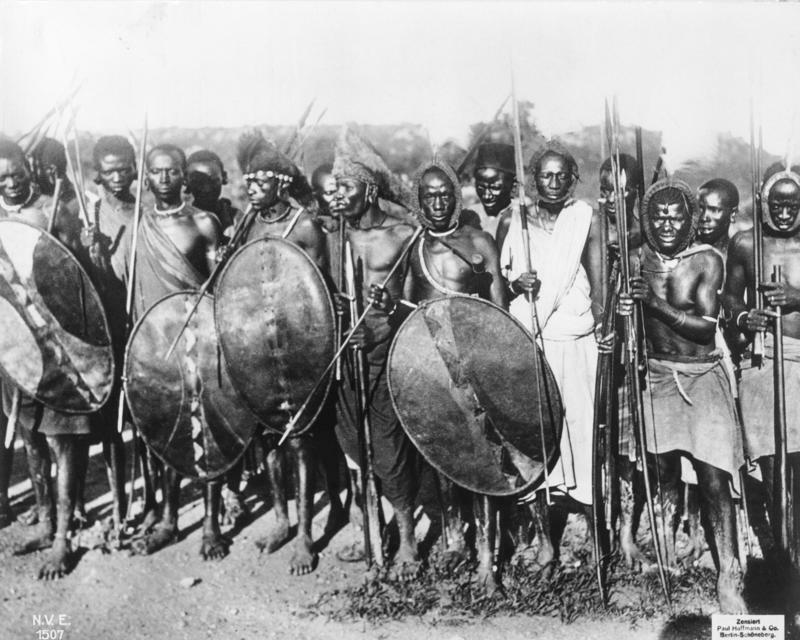
Nyamwezi-Krieger als Rugaruga Verstärkung der deutschen Schutztruppe, 1914

Angaben über die frühe Geschichte der Nyamwezi sind vage und unsicher. Mündliche Überlieferungen deuten auf ihre Besiedlung des heutigen Unyamwezi im zentralen Hochland Tansanias um 1600. Vermutlich lebten sie in dem kargen Gebiet zwischen Victoriasee und Rukwasee vor allem als Fischer, Bauern und Viehhirten. Sie bildeten kleine, politisch voneinander unabhängig agierende Stammesfürstentümer, von denen manche wuchsen und erstarkten, andere nur kurzlebig waren. Zu Beginn des 19. Jahrhunderts waren die Nyamwezi berühmt für ihre großen, wohlhabenden Haushalte mit vielen Sklaven sowie für ihre beeindruckenden Rinderherden, die sie von professionellen Viehzüchtern, Tutsi, in Klientelbeziehungen betreuen ließen.
Schon recht früh müssen sie auch als Zwischenhändler für den Handel zwischen Zentralafrika, insbesondere der Region Katanga, und der Küste fungiert haben. Gehandelt wurde dabei vor allem mit Salz, Kupfer, Elfenbein und Sklaven. Noch vor 1800 erreichte die erste Nyamwezi-Karawane die Küste, neben anderen Waren führten sie auch einige Stoßzähne mit sich.

## Das Jahrhundert des Karawanenhandels

Nyamwezi-Träger Ende der 1880er Jahre an der ostafrikanischen Küste

Im frühen 19. Jahrhundert existierte in der Region eine Reihe mächtiger Gesellschaften, wie Unyamyembe (Unjanjembe) und Urambo, die eine zentrale Rolle im ostafrikanischen Karawanenhandel einnahmen. Als durch den Einfluss des Sultans von Oman, der seinen Sitz auf die Insel Sansibar verlegt hatte, der Bedarf an Sklaven für die Gewürznelkenplantagen in Sansibar und Elfenbein als Exportgut in kurzer Zeit anstieg, führte das zu einer Expansion des Karawanenhandels in Ostafrika. Die swahilisch-arabischen Karawanen knüpften an die Handelsnetze der Afrikaner im Inland an, so auch an das der Nyamwezi. Sie gründeten Handelsstationen im Inland, wie Tabora in Unyamwezi, und versuchten, nicht selten erfolgreich, Einfluss auf die sozialen und politischen Entwicklungen in den Gesellschaften zu nehmen. 
Die Nyamwezi nahmen im Karawanenhandel eine bestimmende Rolle ein. Sie versorgten die Karawanen der Küste einerseits mit Waren, wie Sklaven und Elfenbein, rüsteten aber andererseits auch eigene Karawanen aus und reisten mit der Handelsware zur Küste. Die Arbeit als Träger und das Reisen mit einer Karawane zur ostafrikanischen Küste wurde bei den Nyamwezi zur Mannbarkeitsprüfung; sie trug zum Wohlstand bei und verhalf zu gesellschaftlichem Ansehen.
Feuerwaffen, die zunehmend durch den regen Kontakt mit den Küstenhändlern ins Inland gelangten, veränderten die Gesellschaften in Unyamwezi. Ntemi (chiefs) wie Mirambo stiegen durch den Erwerb von Feuerwaffen schnell auf. Sie errichteten eigene bewaffnete Truppen (Rugaruga) und durchbrachen so die bisherige soziale Ordnung, die auf dem Prinzip der Reziprozität und der Seniorität basierte.